# Theodorus van Swinderen (1784-1851)
Theodorus van Swinderen (Groningen, gedoopt 17 september 1784 - aldaar, 11 april 1851) was hoogleraar natuurlijke historie in Groningen.

## Leven en werk
Van Swinderen, lid van de familie Van Swinderen, werd in 1784 op het Martinikerkhof te Groningen geboren als zoon van Wicher van Swinderen en Johanna Margaretha de Beveren. Na zijn opleiding aan de Latijnse school te Groningen ging hij in 1799 studeren aan de "Hoogeschool van Groningen". In ditzelfde jaar richtte Van Swinderen het Magazijn voor de critische wijsbegeerte en de geschiedenis van dezelve op. Dit was tevens het eerste begin van een studentenvereniging in Groningen. Van Swinderen promoveerde in de jaren 1805 en 1806 op een drietal proefschriften in de wis- en natuurkunde, letteren en rechten. Tijdens zijn studie richtte hij in 1801, samen met zijn vrienden Sibrandus Stratingh, jhr. Onno Joost Sickinghe, Jan Gerard Woldringh en de broers Warmolt en Johannes Tonckens, het 'Genootschap ter bevordering der natuurkundige wetenschappen te Groningen' (het latere Koninklijk Natuurkundig Genootschap) op. In 1807 werd hij benoemd tot schoolopziener, een functie die hij gedurende 44 jaar, tot zijn overlijden in 1851, zou uitoefenen. In 1814 werd hij benoemd tot hoogleraar in de natuurlijke historie aan de "Hoogeschool van Groningen" (de latere rijksuniversiteit). Van 1822 tot 1823 was hij daar rector. Van Swinderen ijverde tijdens zijn hoogleraarschap voor de oprichting van een Museum van Natuurlijke Historie.
Een dwergpapegaai, Agapornis swindernianus (zwartkraagagapornis), is in 1820 naar hem genoemd.
Op maatschappelijk gebied maakte Van Swinderen zich verdienstelijk door diverse activiteiten op het terrein van de volksopvoeding. Hij zorgde voor de oprichting van diverse historische gedenktekens in Stad en Ommelanden. Hij was degene die ervoor zorgde dat de bevrijding van Groningen op 17 augustus 1672 weer werd gevierd op de juiste feestdag volgens de gregoriaanse kalender, 28 (soms 27) augustus. Tevens was hij de initiatiefnemer tot de aanleg van de Zuiderbegraafplaats in Groningen.
Van Swinderen trouwde op 19 maart 1823 te Kollumerland met Geertruijd Anna Lucretia van den Merwede. Hun huwelijk bleef kinderloos. Van Swinderen woonde zijn hele leven tegenover de Martinikerk, in het pand dat later het Feithhuis werd genoemd. Hij overleed in 1851 op 66-jarige leeftijd op het Martinikerkhof in zijn woonplaats Groningen. Hij was Ridder in de Orde van de Nederlandse Leeuw.
Tien jaar na zijn overlijden werd er een monument ter nagedachtenis aan hem geplaatst in de tuin van het Groene Weeshuis. Het monument werd na enkele omzwervingen afgebroken. In 1990 werd zijn buste in de binnentuin van het Universiteitsmuseum geplaatst.

## Bibliografie (selectie)

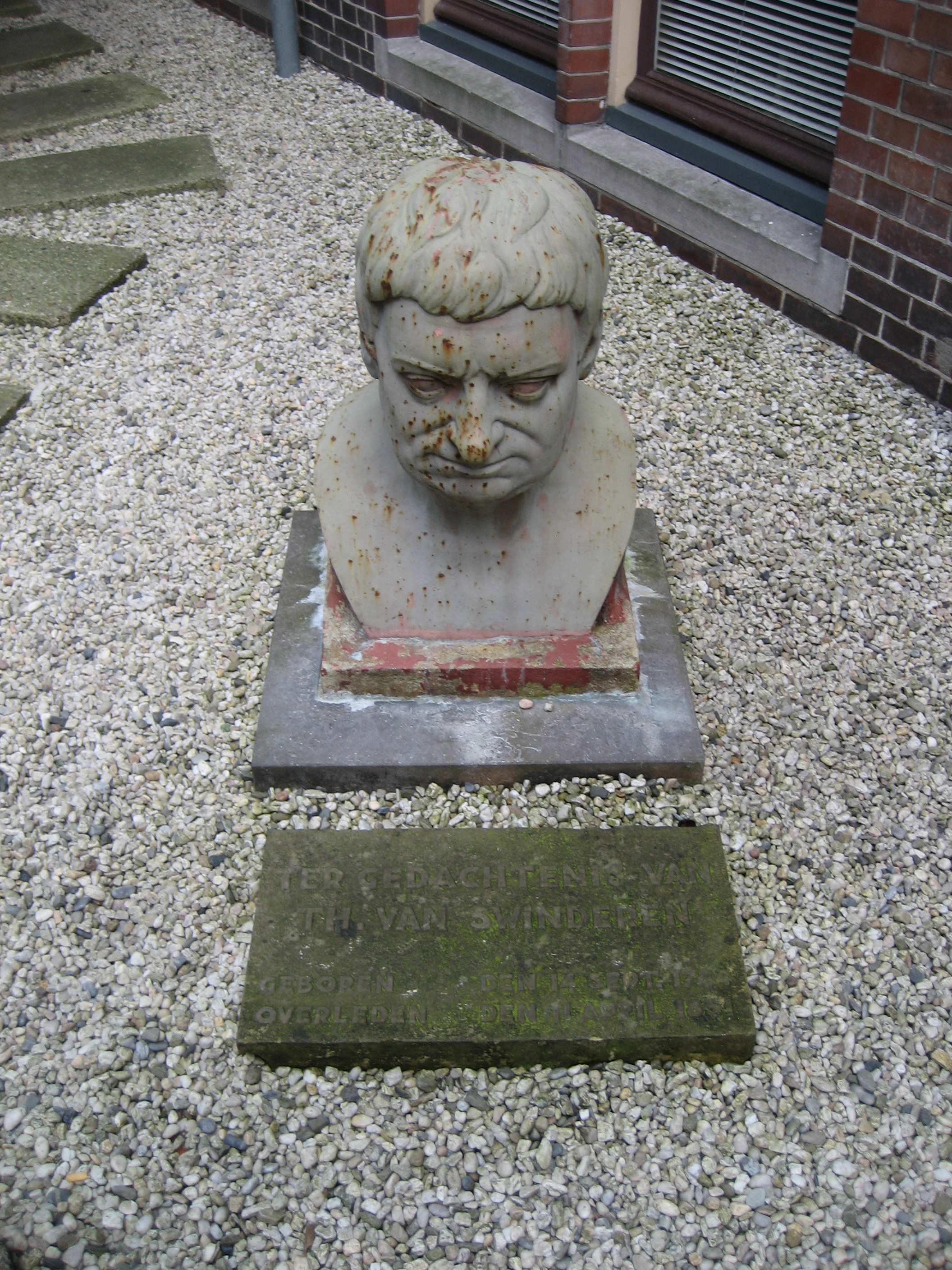
Buste van Van Swinderen in de tuin van het Universiteitsmuseum Groningen